# Distoleon michaelae
Distoleon michaelae is een insect uit de familie van de mierenleeuwen (Myrmeleontidae), die tot de orde netvleugeligen (Neuroptera) behoort. 
Distoleon michaelae is voor het eerst wetenschappelijk beschreven door Auber in 1957.